# Renault 6
O Renault 6 ou R6 é um automóvel do segmento C, fabricado e comercializado pela montadora francesa Renault de 1968 a 1986. O Renault 6 utilizava a plataforma do Renault 4, inicialmente incluindo seu pequeno motor de 845 cc, mas sua carroceria hatchback de cinco portas era maior e mais moderna. Visualmente, assemelhava-se ao Renault 16, maior, mas era nitidamente mais quadrado.
O Renault 6 foi lançado no Salão do Automóvel de Paris de 1968 e foi concebido como uma alternativa de luxo ao R4, que era 20 cm mais curto; e o R6 visava competir com o Citroën Ami 6 e o recém-lançado Citroën Dyane. Utilizava uma alavanca de câmbio montada no painel, com mecanismo de troca de marchas voltado para a frente, acima do motor, basicamente o mesmo utilizado no Renault 4 e nos pequenos Citroëns com os quais competia.
O R6 foi produzido na França a partir de outubro de 1968 e vendido na Europa até 1980, continuando em outros lugares até 1986.

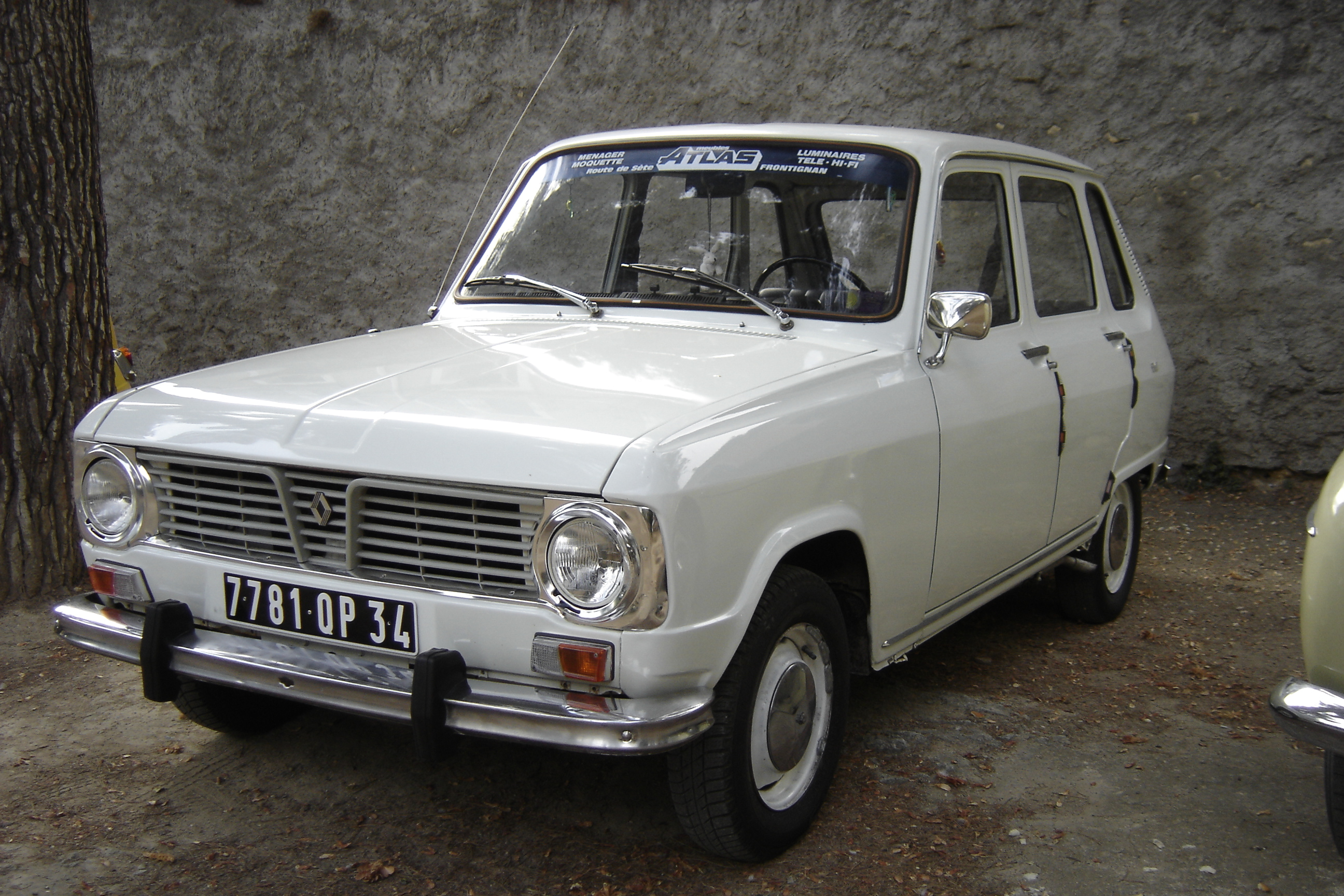
Renault 6 (1968 - 1974)